# Tephrosia djalonica
Tephrosia djalonica är en ärtväxtart som beskrevs av John Hutchinson och John McEwan Dalziel. Tephrosia djalonica ingår i släktet Tephrosia och familjen ärtväxter. Inga underarter finns listade i Catalogue of Life.